# 須賀川車站
須賀川車站（日语：／ Sukagawa eki */?）是一由東日本旅客鐵道（JR東日本）所經營的鐵路車站，位於日本福島縣須賀川市中山，是JR東日本東北本線沿線的車站，也是所在地須賀川市的主車站。須賀川車站在運務方面是由仙台支社管轄，2002年時獲選為東北車站百選之一。

## 車站結構
側式月台2面2線的地面車站。2號月台為舊3號月台。

### 月台配置
| 月台 | 路線      | 方向 | 目的地           |
| ---- | --------- | ---- | ---------------- |
| 1    | ■東北本線 | 上行 | 黑磯、宇都宮方向 |
| 2    | ■東北本線 | 下行 | 郡山、福島方向   |

## 相鄰車站
東日本旅客鐵道
■東北本線
鏡石－須賀川－安積永盛

## 外部連結
- （日語）須賀川車站（JR東日本） （页面存档备份，存于）